# Pánthy Endre
Pánthy Endre (Tállya, Zemplén vármegye, 1820. július 6. – Eger, 1907. április 13.) egri apát-kanonok, fölszentelt püspök.

## Életútja
Az egri KPI-ben, majd az Augustineumban végezte tanulmányait. Felszentelték 1844. július 18-án; 1847 decemberétől a főegyházmegyei hivatalban írnok volt, később érseki titkár. 1853-ban szertartó, 1854. március 7-étől törökszentmiklósi plébános, 1859-től alesperes, majd 1860. február 17-étől egri kanonok. 1871-től monostori apát, 1889. december 20-ától az egri főszékesegyház nagyprépostja volt, 1891-től pedig olchini választott püspök. A törökszentmiklósi leánynevelő intézetet és templomot felépítette. 1904-ben alapítvány tett a líceumi teológiai tanárok javára 120 ezer, az egyházmegyei kegyúr nélküli plébániái részére 120 ezer, az egyházmegyében hitoktatói állások szervezésére pedig 150 ezer korona értékben. Elhunyt 1907. április 13-án, örök nyugalomra helyezték 1907. április 15-én a törökszentmiklósi templom sírboltjába.
Cikkei és költeményei a pesti növendékpapság Munkálataiban (1841. A szent atya nevezetről, Gróf Eszterházy Károly egri püspök élete, 1842. költ., 1843. A szent mise áldozat); a Magyar Államban (1871. 287. sz. Az egri egyházmegyei papnyugdíjintézet és a felső jászkerület); még több cikket írt, de álnevek alatt, melyeket nem nyilvánított.

## Emlékezete
Törökszentmiklóson utca és a Pánthy Endre Katolikus Általános Iskola viseli a nevét.

## Munkái
- Hét szent Beszéd, a töredelmességről és káromkodásról, melyeket híveinek elmondott és lelki épületökre közzé tett P. E. Eger, 1856.
- Szózat Eger város összes lakóihoz. Uo. 1856.
- Pap a világban, vagyis azon modorról, melyet a papnak a világgal való érintkezéseiben követnie kell. Franczia eredeti után szabadon fordítva s hazai viszonyainkhoz alkalmazva. Uo. 1878.
- A dinnyész munkaköre. Írta egy öreg dinnyész. Kiadta dr. Frank Alajos, Hevesmegye tiszti főorvosa. Uo. 1880.